# 다카노촌 (오카야마현)
다카노촌(高野村)은 오카야마현 도마타군에 있던 촌이다. 현재의 쓰야마시에 해당한다.